# Гриви-Луази
Гриви́-Луази́ (фр. Grivy-Loisy) — коммуна во Франции, находится в регионе Шампань — Арденны. Департамент коммуны — Арденны. Входит в состав кантона Вузье. Округ коммуны — Вузье.
Код INSEE коммуны — 08200.

## География
Коммуна расположена приблизительно в 180 км к востоку от Парижа, в 55 км севернее Шалон-ан-Шампани, в 40 км к югу от Шарлевиль-Мезьера. В состав коммуны входят две деревни: Гриви, где расположены мэрия и церковь, и Луази.

## Население
Население коммуны на 2008 год составляло 177 человек.
| 1962 | 1968 | 1975 | 1982 | 1990 | 1999 | 2008 |
| ---- | ---- | ---- | ---- | ---- | ---- | ---- |
| 226  | 219  | 182  | 182  | 190  | 191  | 177  |

## Экономика
В 2007 году среди 115 человек в трудоспособном возрасте (15—64 лет) 89 были экономически активными, 26 — неактивными (показатель активности — 77,4 %, в 1999 году было 65,0 %). Из 89 активных работали 79 человек (41 мужчина и 38 женщин), безработных было 10 (7 мужчин и 3 женщины). Среди 26 неактивных 7 человек были учениками или студентами, 10 — пенсионерами, 9 были неактивными по другим причинам.

## Достопримечательности
- Церковь Сен-Лоран (XV—XVI века). Исторический памятник с 1946 года.[3]

## Фотогалерея
- Церковь
- Портал церкви
- Карта коммуны